# STILL ALONE
『STILL ALONE』（スティル・アローン）は、1998年1月28日に発売されたINFIXの13枚目のシングル。

## 内容
4人編成最後のシングルはフジテレビ系ドラマ「甘い結婚」挿入歌。

## 収録曲
全曲 作詞：長友仍世　編曲：笹路正徳・infix　
1. STILL ALONE
作曲：長友仍世
2. MISS YOU
作曲：佐藤晃
3. STILL ALONE（オリジナル・カラオケ）